# Moresdal
Moresdal war eine frühmittelalterliche Siedlung und lag vermutlich am Ausgang des Haintals in das Ittertal im „Windloch-Gebiet“ zwischen Kailbach und Friedrichsdorf am Haintal-Viadukt der Odenwaldbahn.

## Geschichte
Moresdal kam gemäß einer Schenkungsurkunde im Jahre 831 zum karolingischen Kloster Lorsch und lag in der Nähe der zu militärischen Zwecken gerodeten Waldschneise, der Albwines-Sneida im damals fast menschenleeren und gänzlich unzugänglichen Odenwald. Nach 900 wird es noch als Morstelle bezeichnet.
Nachdem das Kloster Amorbach im Jahre 1050 die Waldmark „silva Otinwalt“ erworben hatte, besiedelte es das Gebiet von seinem Fronhof in Mudau aus, so wurden auch bei Kailbach Rodungssiedlungen angelegt. Vermutlich entstand aus den Resten von Moresdal dann die Ortschaft Kailbach. Damit gehörte Moresdal später zum im 12. Jahrhundert gegründeten Zent Mudau, welcher damals deutlich über die Itter hinaus ragte.
Nachweislich wird das Gebiet, auf dem sich Moresdal (⊙) vermutlich befand, seit über 200 Jahren bewohnt.

## Lage der Siedlung
Bisherige Forschungen vermuteten die Lage von Moresdal (⊙) circa 2,5 km weiter nordwestlich bei Ober-Sensbach im Bereich des Maurerberges.